# Gobiosoma chiquita
Gobiosoma chiquita és una espècie de peix de la família dels gòbids i de l'ordre dels perciformes.

## Morfologia
Els mascles poden assolir els 6,5 cm de longitud total.

## Distribució geogràfica
Es troba a Nord-amèrica: Golf de Califòrnia.